# Will Voigt
William Voigt (Cabot (Vermont), 18 de agosto de 1976) es un entrenador estadounidense de baloncesto, que actualmente es entrenador del Telekom Baskets Bonn de la Basketball Bundesliga y es seleccionador de la Selección de baloncesto de Angola. 

## Trayectoria como entrenador
Durante la universidad, Voigt consiguió una beca con Los Angeles Clippers de la NBA. Después de graduarse, se convirtió en coordinador de videos con los San Antonio Spurs, y un año después ingresó a las filas de los entrenadores universitarios asumiendo un papel de asistente con Texas Longhorns bajo dirección de Rick Barnes. En la temporada siguiente, Voigt llegó a la NCAA División II en Metro State como asistente de Mike Dunlap.
El primer trabajo de entrenador principal fue en Noruega, asumiendo la dirección del Ulriken Elite, donde permaneció de 2003 a 2006. 
En 2006, el escritor de Sports Illustrated, Alexander Wolff, decidió comprar una franquicia de ABA, Vermont Frost Heaves y puso a votación por parte de los fans el nombre del entrenador del que resultaría elegido Voigt, originario de Vermont. En las dos primeras temporadas de la existencia de la franquicia, Voigt llevó a los Vermont Frost Heaves a los Campeonatos ABA consecutivos.
En 2009, Voigt se convirtió en entrenador del Bakersfield Jam de la NBA Development League. Voigt llevó al Jam a tres apariciones en playoffs, antes de dejar el equipo en 2014.
De regreso al extranjero, Voigt pasó una temporada como entrenador asistente de los Shanxi Brave Dragons de la CBA. 
En 2015, Voigt fue nombrado entrenador de la Selección de baloncesto de Nigeria para disputar el AfroBasket 2015, con el que ganaría su primer título de  y su participación con el equipo africano en los Juegos Olímpicos de Río de Janeiro 2016.
En noviembre de 2017, Voigt firmó un contrato de tres años para dirigir la Selección de baloncesto de Angola. 
En febrero de 2020, fue nombrado entrenador del Telekom Baskets Bonn de la Basketball Bundesliga, en el que no continuaría al término de la temporada.
El 18 de enero de 2021, regresa al Telekom Baskets Bonn de la Basketball Bundesliga.
[actualizar]

## Clubs como entrenador
- 1998–1999: Los Angeles Clippers. (Staff técnico)
- 1999–2001: San Antonio Spurs. NCAA. (Video Coordinador)
- 2001–2002: Texas Longhorns. NCAA. (Asistente)
- 2002–2003: Metro State Roadrunners. NCAA. (Asistente)
- 2003–2006: Ulriken Elite. BLNO.
- 2006–2009: Vermont Frost Heaves. PBL.
- 2009–2014: Bakersfield Jam. NBA G League.
- 2014-2015: Shanxi Brave Dragons. CBA. (Asistente)
- 2015–2016: Selección de baloncesto de Nigeria
- 2017- act.: Selección de baloncesto de Angola
- 2020: Telekom Baskets Bonn. Basketball Bundesliga.
- 2021- act.: Telekom Baskets Bonn. Basketball Bundesliga.